# Бакир Изетбеговић
Бакир Изетбеговић (Сарајево, 28. јун 1956) босанскохерцеговачки је политичар. Између 2010. и 2018. био је бошњачки члан Предсједништва Босне и Херцеговине. Трећи је и тренутни предсједник Странке демократске акције (СДА).

## Биографија
Породица Изетбеговић живјела је генерацијама у Београду под презименом Живковић. Посједовали су некретнине у данашњој Француској улици и дио Аде Циганлије. Они се 1868. године селе за Босански Шамац гдје ће користити презиме Изетбеговић по једном од предака који је носио име Изет. Син је првог предсједавајућег Предсједништва Босне и Херцеговине, Алије Изетбеговића.
На Општим изборима 2010. године, Изетбеговић је као кандидат Странке демократске акције изабран за бошњачког члана Предсједништва Босне и Херцеговине. На мјесто бошњачког члана Предсједништва Босне и Херцеговине је дошао умјесто Хариса Силајџића. Наследио га је његов страначки колега Шефик Џаферовић на изборима одржаних 2018.
СДА води од 2015. године. Реизабран је 2023.
Након избора 2018. постао је делегат у Дому народа Представничке скупштине БиХ.

## Контроверзе
Члан Експертског тима југоисточне Европе за борбу против тероризма и организованог криминала Џевад Галијашевић, оптужио је 2011. године Бакира Изетбеговића за подршку и помагање вехабијама у Босни и Херцеговини.
Изетбеговић је оптужен за монополизацију странке и ућуткивање већине својих унутрашњих критичара, док је истовремено преузео моћ у своје руке и руке неколицине блиских савезника.
У мају 2018. Изетбеговић је рекао да су Хрвати и Срби „измишљене нације” и да се „прије у Босни нико другачије и није звао него Бошњанин”, наводећи да су „Хрвати и Срби настали од Бошњака”.
У октобру 2019. године, док је већи дио света осудио ову акцију, Изетбеговић је подржао офанзиву Турске на североистоку Сирије, рекавши да „Турска има право да брани своју безбједност, територијални интегритет и ријеши питање избеглица”.
У мају 2020. године оптужен је да је „заговорник шеријата у Босни и Херцеговини”, верског закона који је дио исламске традиције.
У јулу 2021. Изетбеговић је назвао председника Хрватске Зорана Милановића „арогантним” и рекао да ће „Хрвати трпјети због његових поступака”. Ова изјава уследила је након што је Милановић рекао да се „Хрвати у Босни и Херцеговини пљачкају, томе ће доћи крај!”